# Wasserwerk am Vogeltor

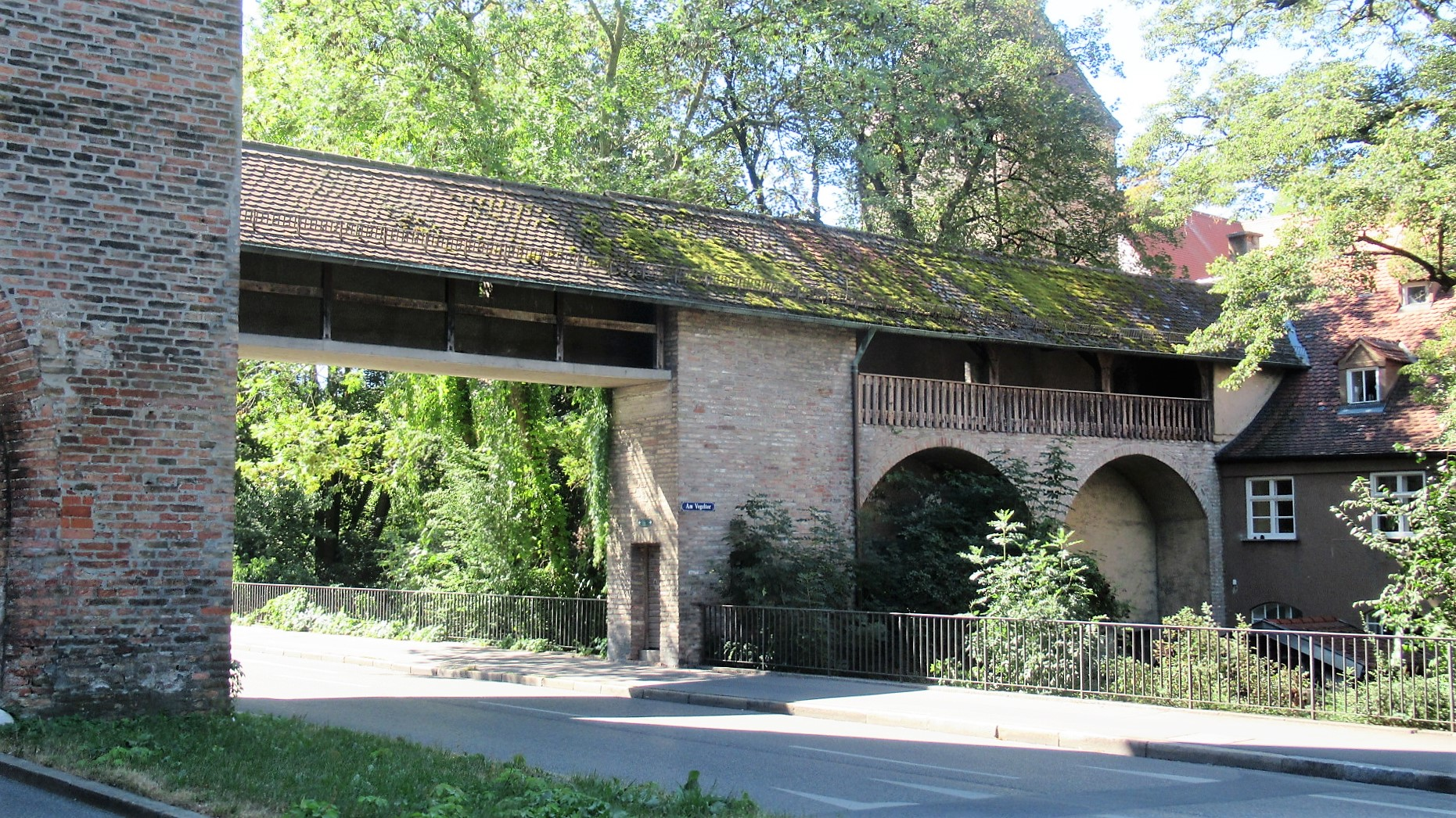
Stadtmauer-Rekonstruktion neben dem Vogeltor. Westlich der heutigen Straße befand sich das Pumpwerk des Wasserwerks am Vogeltor ursprünglich.

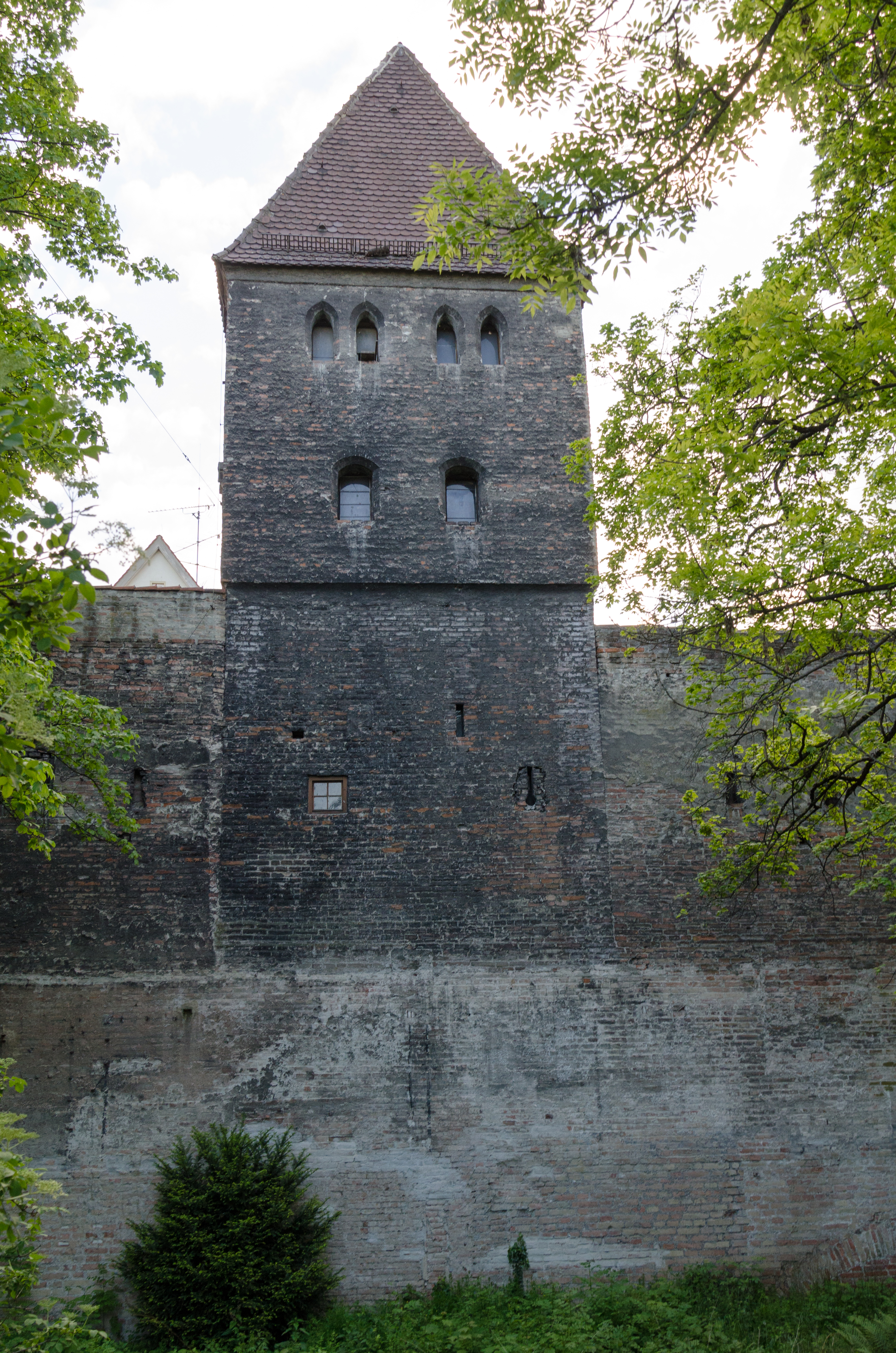
Der Vogelturm, der von der zweiten Hälfte des 18. Jahrhunderts bis 1879 als Wasserturm diente. An seinem Fuß befand sich das Pumpwerk von 1843 bis 1879.

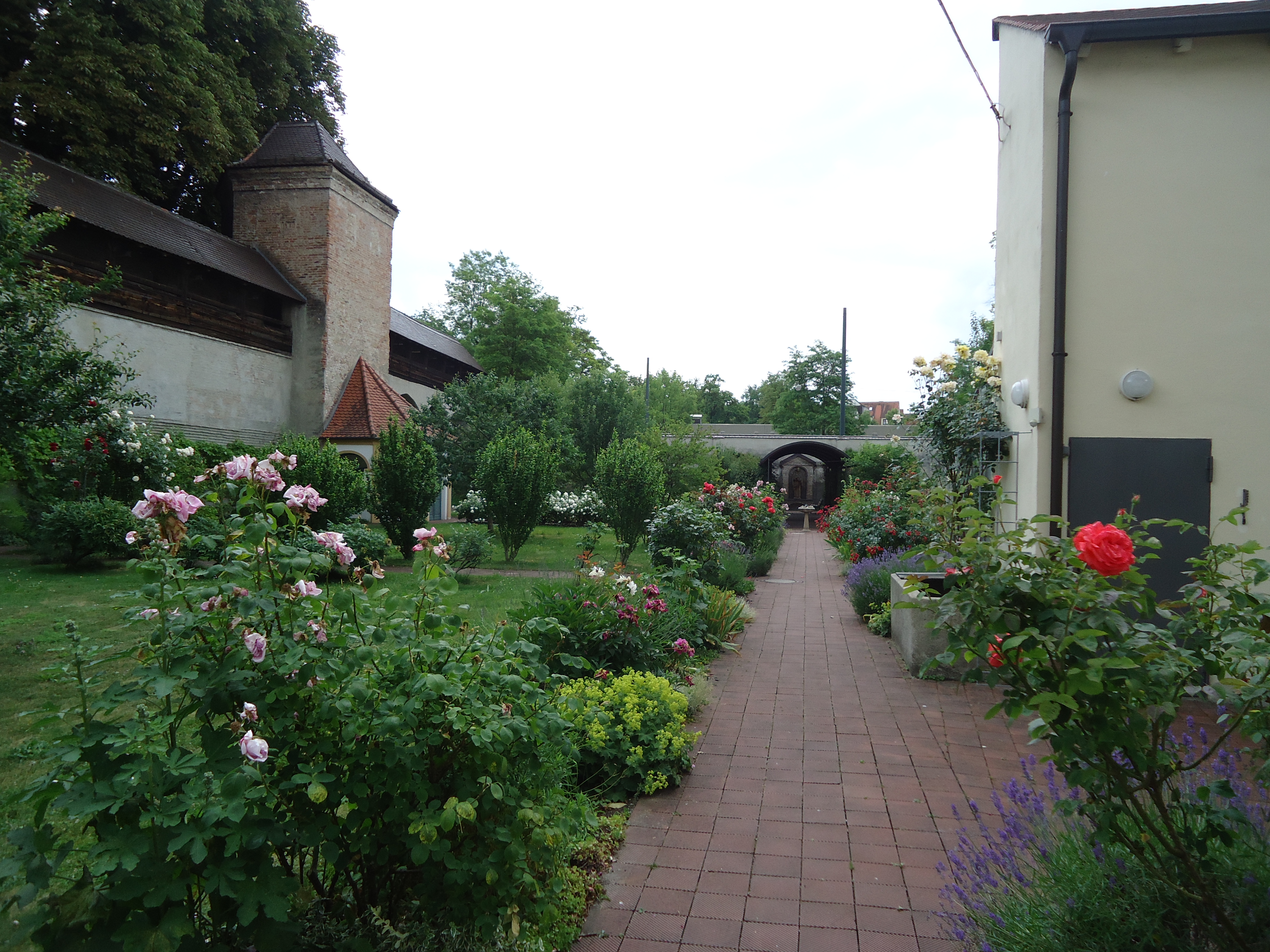
Die zum Klostergarten von St. Ursula zeigende Seite des Vogelturms

Das Wasserwerk am Vogeltor oder Brunnenwerk am Vogeltor war eines von mehreren Wasserwerken in der nachmittelalterlichen Stadt Augsburg. 
Es versorgte seit dem Jahr 1538 vor allem das Lechviertel mit Trinkwasser und war bis 1879 in Betrieb. Von der Wasserkraft- und Pumpentechnik des Wasserwerks ist nichts mehr vorhanden. Sein zuletzt genutzter Wasserturm ist jedoch als Gebäude erhalten und wurde erst 2014 als ehemaliger Wasserturm „wiederentdeckt“. Er steht als Teil der historischen Stadtbefestigung unter Denkmalschutz. Das ehemalige Brunnenwerk ist seit dem Jahr 2019 Teil der UNESCO-Welterbestätte „Augsburger Wassermanagement-System“.

## Historische Lage
Am Vogeltor treffen sich drei Abschnitte der mittelalterlichen Augsburger Stadtbefestigung. Westlich der Stadtmauer befindet sich das Lechviertel der „Oberen Stadt“, nördlich des Vogeltors die Jakobervorstadt. Südlich des Vogeltors war man außerhalb der Stadt. Der wassergefüllte Stadtgraben floss hier als ein breiter Kanal von Süden kommend und teilte sich bei einer Wehranlage vor dem Vogeltor in zwei Arme. Ein Teil floss links des Vogeltors unter der Wehrmauer hindurch und wurde dort zum „Inneren Stadtgraben“, ein anderer Teil knickte am Vogeltor nach rechts ab und wurde zum „Äußeren Stadtgraben“.
Der Vogelturm ist ein ehemaliger Wehrturm, der auf der Stadtmauer südlich des Vogeltors steht. Es handelt sich um einen anderen Turm als den des Vogeltors.

## Geschichte
Aufgrund der vergleichsweise schlechten Denkmal- und Archivlage ist die Technik- und Architekturgeschichte dieses Wasserwerks nur noch skizzenhaft rekonstruierbar. 
In seiner Anfangszeit befand sich das Wasserwerk am Vogeltor auf der Nordseite des Vogeltors und damit geschützt im Inneren der Jakobervorstadt. Dort wurde mit Wasserkraft Trinkwasser in ein Reservoir hochgepumpt, das sich in einem kleinen Türmchen auf der Stadtmauer zwischen dem Vogeltor und der Mauer des benachbarten Dominikanerinnenklosters St. Ursula befand.
Im Jahr 1720 wurde das Wasserwerk unter dem Brunnenmeister Caspar Walter umgebaut.
Vermutlich wurde bald nach Caspar Walters Amtszeit, spätestens um das Jahr 1774, ein bestehender ehemaliger Wehrturm nahe dem Vogeltor, der „Vogelturm“, zum Wasserturm umfunktioniert, um durch dessen größere Höhe den Leitungsdruck zu steigern. Dies belegen eine technische Skizze des Stadtbrunnenmeisters Johann Georg Dempp, des Nachfolgers von Caspar Walter, sowie eine Chronik des Klosters Maria Stern. Der gotische vormalige Wehrturm hat einen quadratischen Grundriss und Rundbogenfenster. Das nicht mehr gebrauchte ältere Brunnentürmchen wurde später abgerissen.
Im Jahr 1843 wurde direkt unterhalb des Vogelturms, wo das Wasser für den Äußeren Stadtgraben über ein Streichwehr floss und damit eine größere Wasserkraft bot, ein neues Pumpwerk erbaut. Dieses befand sich nun außerhalb der historischen Stadt, war aus Holz gebaut und ersetzte in seiner Funktion das Pumpenhaus von 1720.
Mit der Inbetriebnahme des technisch und hygienisch überlegeneren Wasserwerks am Hochablass im Jahr 1879 gab es für das Wasserwerk am Vogeltor keine Verwendung mehr. Nach dem Zweiten Weltkrieg diente der Vogelturm als Notunterkunft. Ansonsten war er die meiste Zeit ohne Funktion. Dass der Turm einmal ein Wasserturm war, geriet im 20. Jahrhundert in Vergessenheit. Noch im Jahr 2012 publizierte der Sachbuchautor Martin Kluger im Vorfeld der Augsburger Welterbe-Bewerbung, der Wasserturm am Vogeltor sei nicht erhalten. Zwei Jahre darauf, 2014, wiederentdeckten der Augsburger Stadthistoriker Franz Häußler und Martin Kluger zusammen die archivalischen Belege dafür, dass der Vogelturm zeitweise ein Wasserturm war. Kluger vermutet auch, dass das Wasserwerk am Vogeltor der mögliche Grund war, warum dieser Abschnitt der Augsburger Stadtmauer bei der Entfestigung der Stadt, die ab 1860 stattfand, nicht abgerissen wurde, sondern erhalten ist.

## Situation heute

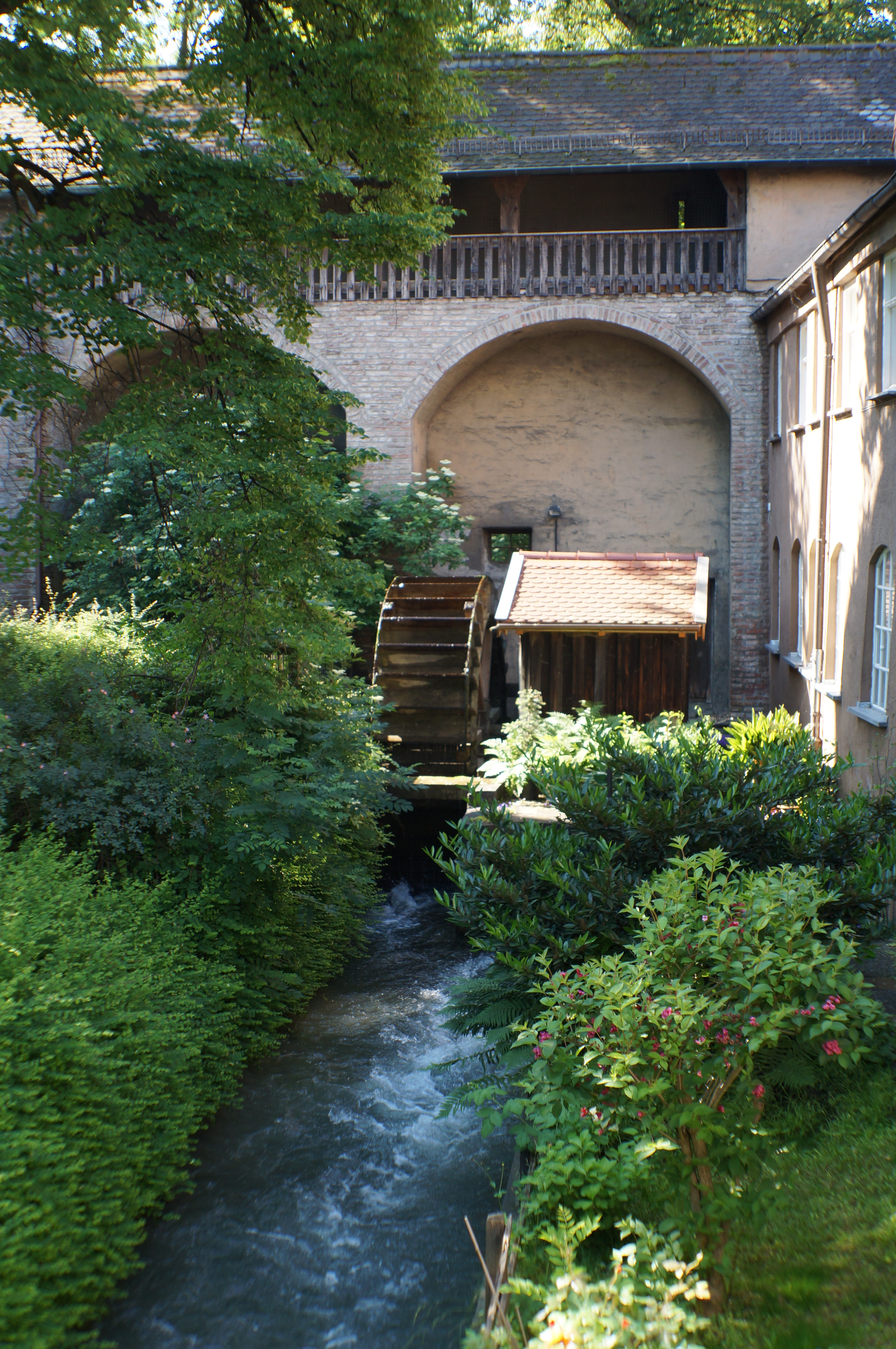
Wasserrad an der Stelle des ehemaligen Wasserwerks am Vogeltor

Sowohl das Pumpwerk von 1538 bzw. 1720 als auch sein technischer Nachfolger, das Pumpwerk von 1843, wurden abgerissen und bestehen nicht mehr. Lediglich der ehemalige Wasserturm und ein hölzernes Wasserrad auf der Nordseite des Vogeltors über dem Inneren Stadtgraben erinnern noch an das ehemalige Wasserwerk. Der Standort des Pumpwerks von 1843 ist an der Stadtmauer unterhalb des Vogelturms noch als helles Rechteck erkennbar.
Im Rahmen der Stadtentwicklung wurde der (Innere und Äußere) Stadtgraben auf einen kleinen, bachartigen Kanal mit geringem Flussvolumen reduziert und an seiner Stelle eine breite Straße angelegt, die südlich des Vogeltors den Namen „Am Vogeltor“ trägt, nördlich den Namen „Oberer Graben“. Der Verkehr fließt heute nur noch in Nordrichtung durch das historische Vogeltor, in Südrichtung durch einen Durchbruch in dem kurzen Stadtmauerstück neben dem Tor.